# اوسمار نونیس
اوسمار نونیس (اسپانیایی: Osmar Núñez‎؛ زادهٔ ۱۵ سپتامبر ۱۹۵۷) بازیگر اهل آرژانتین است.
از فیلم‌ها یا مجموعه‌های تلویزیونی که وی در آن‌ها نقش داشته‌است، می‌توان به مجردمانده‌ها و قصه‌های وحشیانه اشاره نمود.